# Орловская, Дина Григорьевна
Дина Григорьевна Орловская (1925—1969) — советская переводчица поэзии, более всего известная переводом стихотворения «Бармаглот» из книги Льюиса Кэрролла «Алиса в Зазеркалье».
Дина Орловская — племянница С.Я.Маршака, М. Ильина, Елены Ильиной: дочь их сестры, Юдифь Яковлевны Маршак (в замуж. Файнберг; 1893—1992), пианистки и ее супруга — Григория (Гершеля) Моисеевича Файнберга (1887—1972). Дочь — Вера; эмигрировала в США в конце 1970-х годов. 
Работала литературным сотрудником в журнале «Крестьянка». Публиковала переводы советской поэзии (например, стихотворение молдавского поэта Емилиана Букова в журнале «Огонёк», 1964, № 34), затем также и зарубежных авторов (в частности, стихи ирландского поэта Остина Кларка в журнале «Иностранная литература»). Наиболее значительный успех Орловской связан с её творческим содружеством с Ниной Демуровой: вместе (Демурова — прозу, Орловская — стихи) они перевели с английского языка дилогию Льюиса Кэрролла об Алисе и сказку Дж. М. Барри «Питер Пэн и Венди».
Умерла в 1969 году. Похоронена на Новодевичьем кладбище — рядом с ее тетей, Еленой Ильиной и ее мужем.